# Cambra agrària local
Una cambra agrària local era una entitat que gestionava tots els aspectes referents al món agrícola. Tenien els seus precedents en organitzacions anteriors, les quals funcionaven com a mecanismes de gestió i de control de la producció agrària i dels seus productors.
D'acord amb la normativa de l'època les funcions de les germandats són d'ordre social (conciliació de conflictes entre els productors agraris, estudis i informes sobre la productivitat agrària), d'ordre econòmic (foment i millora de la productivitat agrària, lluita contra les plagues, organització de fires i cursos ...), d'ordre assistencial (gestió de les assegurances socials agràries) i d'ordre comunal (obertura i reparació de camins, creació i manteniment de vies d'aigua, organització de la policia rural, etc). A més, les germandats col·laboren amb l'administració estatal en la confecció d'estadístiques i informes, i en la supervisió en les transaccions de productes agrícoles, ús de peses, inspecció d'exportacions i verificació d'adobs i sements.
Un dels serveis més importants de les germandats sindicals, i posteriorment de les cambres agràries, és el de gestió assistencial, amb la implantació i el foment de les assegurances socials. A partir de 1957 s'estableix la col·laboració entre l'Institut Nacional de Previsió i les germandats per a les assegurances socials. L'any 1959 es crea la Mutualidad Nacional de Previsión Agraria; les comissions locals es domicilien a la seu de les germandats. I l'any 1972, amb el reglament general del Règim Especial Agrari de la Seguretat Social es continua establint les mateixes funcions i prestacions de les corresponsalies locals.
L'any 1977, en ple procés de transició democràtica, es creen les cambres agràries locals, amb serveis i funcions d'interès general per a les comunitats rurals, a més de la col·laboració amb l'administració. Hereten el patrimoni, serveis i funcions de les germandats sindicals locals. L'any 1993 es traspassen a la Generalitat de Catalunya i s'estableixen quatre úniques cambres en tot el territori català. L'any 1994 es realitzen les operacions de liquidació del patrimoni i drets i obligacions de les cambres agràries locals i es posen a disposició del cap de la corresponent oficina del Departament d'Agricultura, Ramaderia i Pesca de la comarca.